# 반남 박씨 묘역
반남 박씨 묘역은 대한민국 경기도 화성시 석우동에 있다. 2001년 9월 14일 화성시의 향토문화재 제13호로 지정되었다가, 2019년 10월 23일 향토문화재 제3호로 변경 재분류되었다.

## 개요
조선 선조 때 창신교위를 지낸 박주(朴澍)의 묘는 상석, 혼유석, 향로석, 동자석 1쌍 등 원래의 석물을 그대로 갖추고 있다. 박주의 아들 박여(朴黎)의 묘는 1999년에 건립한 묘표를 제외하고는 옛 석물이 그대로 보존되어 있다